# Para Naga jezik
Para Naga jezik (bara naga, jejara naga; ISO 639-3: pzn), sinotibetski jezik iz sjeverozapadne Burme. Govori ga 2 000 ljudi (2007) izplemena Para Naga u distriktu Khamti. Para naga je priznat i označen identifikatorom [pzn] tek 2008. godine, a klasificira se u širu skupinu naga.

## Vanjske poveznice
- Novogodišnji ples plemena Para Naga (slika)